# بر ولی، شهرستان ماریپوزا، کالیفرنیا
بر ولی (به انگلیسی: Bear Valley) یک منطقهٔ مسکونی در ایالات متحده آمریکا است که در شهرستان ماریپوزا، کالیفرنیا واقع شده‌است. بر ولی ۱۸٫۷۶۲ کیلومتر مربع مساحت و ۱۲۵ نفر جمعیت دارد و ۶۲۶ متر بالاتر از سطح دریا واقع شده‌است.